# Raúl Sánchez
Pour les articles homonymes, voir Sánchez.
Raúl Pedro Sánchez Soya, né le 26 octobre 1933 à Valparaíso et mort le 28 février 2016 à Santiago, est un footballeur international chilien, qui évoluait au poste de défenseur.

## Biographie

### Carrière en club
Avec l'équipe des Santiago Wanderers, il remporte un championnat du Chili et deux Coupes du Chili.

### Carrière en sélection
Avec l'équipe du Chili, il joue 33 matchs (pour aucun but inscrit) entre 1959 et 1964. 
Il figure dans le groupe des sélectionnés lors de la Coupe du monde de 1962. Lors du mondial organisé dans son pays natal, il est titulaire indiscutable et dispute un total de six matchs. Le Chili se classe troisième de la compétition.

## Palmarès
Santiago Wanderers
- Championnat du Chili (1) :
  - Champion : 1958.

- Coupe du Chili (2) :
  - Vainqueur : 1959 et 1961.